# Filtro EMI
Il Filtro EMI (ElectroMagnetic Interference) è un filtro passivo presente nella gran parte delle apparecchiature elettroniche, per permettere a tali dispositivi di rispondere alle normative della compatibilità elettromagnetica, in particolare a quelle riguardanti le emissioni condotte. In sostanza, il filtro EMI è un filtro passa basso che viene collegato come ultimo stadio tra l'apparecchiatura e la rete di alimentazione, in modo da attenuare le componenti di disturbo che ogni dispositivo elettronico tenderebbe ad emettere. Il filtro deve risultare trasparente alla frequenza di alimentazione (50-60 Hz) per permettere il corretto funzionamento del dispositivo, mentre deve agire nel campo di frequenze stabilite dalla normativa (150 kHz-30 MHz). 

## Descrizione

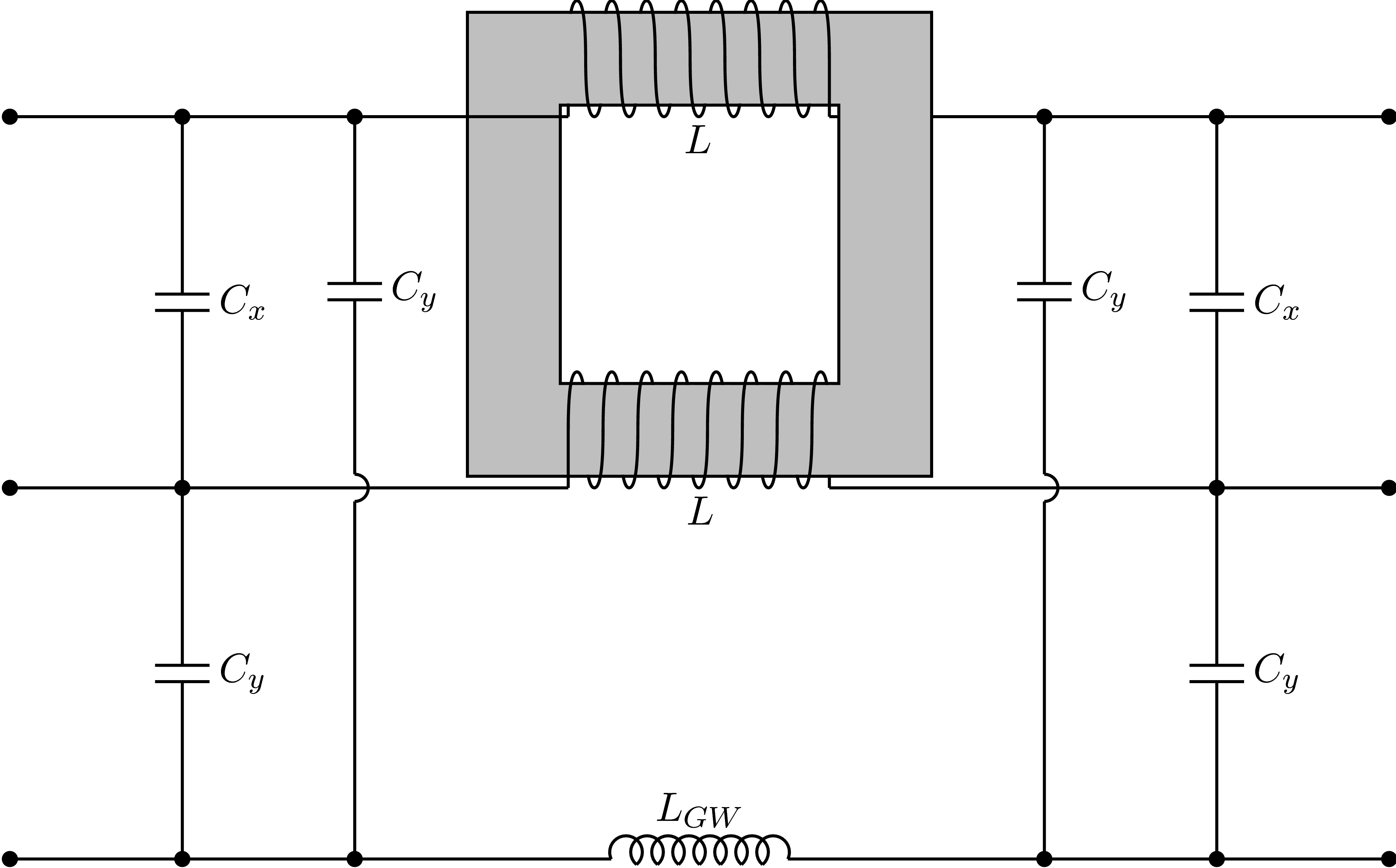
Schematico di un tipico filtro EMI. I conduttori, dall'alto in basso, sono quelli di fase, neutro e terra.

In figura si può vedere un tipico esempio di filtro EMI per un carico monofase. Si nota come, a causa della sua simmetria, il filtro permette non solo di attenuare le componenti di disturbo prodotte dal dispositivo nel quale è inserito, ma anche di aumentare l'immunità dell'apparecchiatura rispetto a disturbi provenienti dall'esterno.
Il filtro è essenzialmente composto da alcuni condensatori, da una bobina di blocco di modo comune e da un induttore {\displaystyle L_{GW}} sul conduttore di terra. Segue l'analisi di questi componenti a uno a uno.

### Condensatori
Come si può notare, sono presenti due diversi tipi di condensatori, i condensatori {\displaystyle C_{x}} o condensatori di linea e i condensatori {\displaystyle C_{y}} o condensatori di fase-terra o condensatori di neutro-terra a seconda del conduttore sul quale sono montati. Essi svolgono funzioni molto diverse e hanno anche valori di capacità differenti.
I condensatori {\displaystyle C_{y}} infatti, essendo collegati direttamente al cavo di terra, non possono avere valori di capacità molto rilevanti, perché in tal caso offrirebbero un'impedenza troppo bassa alla frequenza di alimentazione. Questo provocherebbe una corrente di fuga anche rilevante, che potrebbe causare anche problemi di sicurezza per l'utente. Valori tipici sono quindi di qualche nanofarad. Tali problemi non affliggono i condensatori {\displaystyle C_{x}}, che possono avere valori anche molto più grandi di capacità (tipicamente decine o centinaia di nanofarad).

### Bobina di blocco di modo comune
La principale limitazione al valore dell'induttanza {\displaystyle L} è data dalla massima caduta che è tollerabile su tali componenti alla frequenza di alimentazione. Tipicamente si usano componenti di centinaia di μhenry. 
Fondamentale è inoltre la scelta del nucleo ferromagnetico su cui sono avvolti i conduttori. Esso deve presentare un alto valore di permeabilità, che deve rimanere più possibile costante nell'intervallo di interesse (150 kHz-30 MHz). Tale valore elevato di permeabilità permette di ottenere un coefficiente di mutua induzione {\displaystyle M} il più simile possibile a {\displaystyle L}. Ciò, come si vedrà in seguito è molto importante per il corretto funzionamento del filtro.

### Induttore di terra
Questo componente spesso non è presente nei filtri. Questo è principalmente dovuto a motivazioni di sicurezza: si preferisce in genere mantenere l'impedenza del cavo di terra la più bassa possibile. Quando tale componente è presente, si preferisce in genere avvolgere direttamente il conduttore di terra su un nucleo piuttosto che saldare un ulteriore componente, in quanto le saldature, rompendosi, provocherebbero gravi problemi di sicurezza.

## Funzionamento

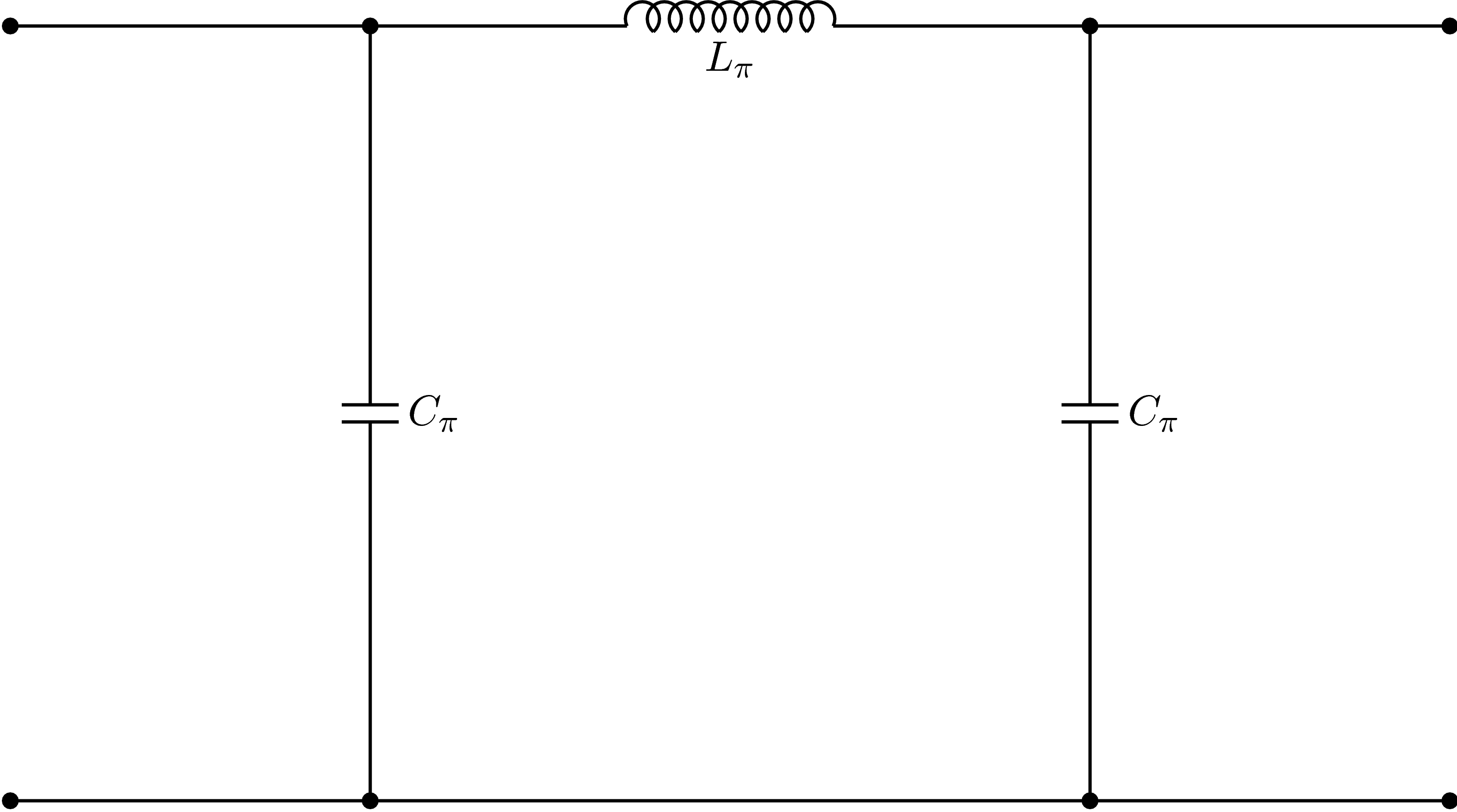
Schematico di un filtro a

Per comprendere nel dettaglio il funzionamento di tale filtro, risulta comodo introdurre la scomposizioni delle correnti di fase ({\displaystyle {\overline {I}}_{f}}), neutro ({\displaystyle {\overline {I}}_{n}}) e terra ({\displaystyle {\overline {I}}_{t}}) nelle loro componenti di modo differenziale ({\displaystyle {\overline {I}}_{d}}) e di modo comune ({\displaystyle {\overline {I}}_{c}}) secondo le seguenti relazioni:
{\displaystyle \left\{{\begin{array}{l}{\overline {I}}_{f}={\overline {I}}_{c}+{\overline {I}}_{d}\\{\overline {I}}_{n}={\overline {I}}_{c}-{\overline {I}}_{d}\\{\overline {I}}_{t}=2{\overline {I}}_{c}\end{array}}\right.}
Si può dimostrare che, se tutti i componenti usati sono lineari, si può studiare separatamente le componenti di modo comune e di modo differenziale sostituendo il filtro EMI con un filtro a {\displaystyle \pi } come quello riportato nella figura a destra. I valori di {\displaystyle C_{\pi }} e {\displaystyle L_{\pi }} variano tra le componenti di modo comune e quelle di modo differenziale.
Modo differenziale:
{\displaystyle \left\{{\begin{array}{l}C_{\pi }^{DM}=2C_{x}+C_{y}\\L_{\pi }^{DM}=L-M\end{array}}\right.}
Modo comune:
{\displaystyle \left\{{\begin{array}{l}C_{\pi }^{CM}=C_{y}\\L_{\pi }^{CM}=L+M\end{array}}\right.}
Se è presente un induttore di terra, esso va aggiunto solo per le componenti di modo comune raddoppiandone il valore.
Si nota quindi che se l'accoppiamento tra gli induttori è perfetto la bobina attenua solamente le componenti di modo comune. Questo è un fatto importante: la corrente di alimentazione infatti generalmente presenta componenti solo di modo differenziale, e quindi non viene attenuata. Inoltre, poiché il flusso magnetico creato dalle correnti di modo differenziale all'interno del nucleo ferromagnetico tende ad elidersi (è di un segno sul cavo di fase, del segno opposto su quello di neutro) le correnti di alimentazione, benché abbiano un valore elevato, non contribuiscono a far saturare il materiale ferromagnetico. Ciò è molto positivo, in quanto la saturazione farebbe crollare la permeabilità del materiale a quella del vuoto, rendendo praticamente inutile la presenza della bobina.